# Strossmayeria immarginata
Strossmayeria immarginata är en svampart som först beskrevs av Pat. & Gaillard, och fick sitt nu gällande namn av Iturr. 1990. Strossmayeria immarginata ingår i släktet Strossmayeria och familjen Helotiaceae.   Inga underarter finns listade i Catalogue of Life.